# Typhlops richardi
Espèce
Synonymes
- Antillotyphlops richardi (Duméril & Bibron, 1844)

Typhlops richardi est une espèce de serpents de la famille des Typhlopidae. 

## Répartition
Cette espèce est endémique des Antilles. Elle se rencontre à Porto Rico, dans les îles Turques-et-Caïques et sur l'île d'Anegada dans les îles Vierges britanniques.

## Taxinomie
La sous-espèce Typhlops richardi catapontus a été élevée au rang d'espèce.

## Étymologie
Cette espèce est nommée en l'honneur de Louis Claude Marie Richard.

## Publication originale
- Duméril & Bibron, 1844 : Erpétologie générale ou Histoire naturelle complète des reptiles. Librairie encyclopédique Roret, Paris, vol. 6, p. 1-609 (texte intégral).